# فيصل عبد الرحمن عبد الله الدخيل
فيصل عبد الرحمن عبد الله الدخيل مواطن السعودية أدرجته الحكومة السعودية في عام 2003 في قائمتها لأكثر الإرهابيين المطلوبين،  وعرضت وزارة الداخلية السعودية مكافئة قدرها مليون ريال سعودي لكل من يدلي بمعلومات تؤدي إلى القبض على أحد هؤلاء المطلوبين، وهو الأخ الأكبر لبندر عبد الرحمن عبد الله الدخيل وابن عم أحمد ناصر الدخيل، وكلاهما مدرج في القائمة السعودية للمطلوبين، غادر شقيقه بندر منزله في عام 2002 وأدرج لاحقًا في المرتبة رقم 9 في قائمة الإرهابيين الـ 26 الأكثر طلبًا في البلاد وشارك في التفجيرات التي وقعت في المحيا في 9 ديسمبر 2003.
قُتل شقيقه بندر على يد القوات العسكرية في القصيم في 20 مايو 2004. كان فيصل أحد أول «19 مطلوبًا» للإرهابيين من قبل المسؤولين السعوديين الذين تمت إضافتهم إلى القائمة في 5 مايو 2003، وذلك قبل أسبوع واحد فقط من الهجمات الانتحارية في الرياض ، المملكة العربية السعودية التي ساعد في تنظيمها، وقد كان نائب عبد العزيز المقرن الذي كان قائد تنظيم القاعدة في المملكة العربية السعودية .
في 7 مايو 2004 داهمت الشرطة السعودية منزلاً كان يقيم فيه في حي الأشبيلة بوسط المملكة العربية السعودية، لكنه تمكن من الهرب. وخلال المداهمة اكتشفت الشرطة مخبأ كبير للأسلحة يتضمن 55 قنبلة يدوية و 330 كيلوغرام من المتفجرات.

## مقتله
قُتل فيصل في تبادل لإطلاق النار مع الشرطة برفقة عبد العزيز المقرن أثناء مطاردة للشرطة في 18 أبريل / نيسان 2004 في أعقاب خطف وقطع رأس بول مارشال جونسون الابن.